# Rudolf Gantenbrink
Rudolf Gantenbrink (* 1950 in Menden) ist ein deutscher Ingenieur und Erforscher der sogenannten Luftschächte der Cheops-Pyramide.

## Wirken
Gantenbrink hat an der Hochschule für Bildende Künste in Berlin und später in Hannover Grafik und Design studiert. Als Ingenieur und Pyramidenforscher ist er Autodidakt. Nach mehrjährigen Forschungen in Ägypten in und um die Cheops-Pyramide stieß Gantenbrink mit seinem Forscherteam nach mehreren Fehlversuchen endlich im März 1993 im Rahmen der Upuaut-2-Expedition auf den Verschlussstein des Südschachts der vier sogenannten Luftschächte, die aus U-förmig behauenen und hintereinander eingesetzten Steinblöcken bestehen. Nachdem er sich jedoch mit dem Leiter Rainer Stadelmann überworfen hatte – er soll eigenmächtig ohne die Genehmigung des Deutschen Archäologischen Instituts Bildmaterial veräußert haben – war er bei der Öffnung des Schachts neun Jahre später nicht mehr dabei. Gantenbrink entwickelte das zur Expedition benutzte Upuaut-2-Roboterfahrzeug, wie auch das zur ersten Upuaut-Expedition verwendete Upuaut-1.